# 尼娜·鲍登
尼娜·玛丽·鲍登CBE FRSL JP（Nina Mary Bawden，1925年1月19日—2012年8月22日）是一位英国小说家和儿童作家。她曾于1987年入围布克奖。她曾在波特斯巴火車事故中受傷，他的丈夫在此次事故中喪生。鲍登一共出版了55本著作，有些已被英国广播公司改編成電視節目。 